# جزيرة ميكور
جزيرة ميكور هي واحدة من الجزر الأربع الرئيسية في جزر آرو في بحر آرافورا. مساحتها 398 كيلومتراً مربعاً. وتقع ضمن مقاطعة مالوكو بإندونيسيا. الجزر الرئيسية الأخرى في الأرخبيل هي جزر كولا وووكام وكوبرور وترانيغان.